# Блознево
Блознево — деревня в Наро-Фоминском районе Московской области, входит в состав сельского поселения Волчёнковское. Численность постоянного населения по Всероссийской переписи 2010 года — 1 человек. До 2006 года Блознево входило в состав Назарьевского сельского округа.
Деревня расположена в юго-западной части района, у впадения реки Бобровка в Ильятенку, примерно в 13 км к востоку от города Верея, высота центра над уровнем моря 173 м. Ближайшие населённые пункты — Ступино в 1,5 км на юг и Орешково в 1,5 км на восток.